# Seychellia wiljoi
Seychellia wiljoi är en spindelart som beskrevs av Michael Ilmari Saaristo 1978. Seychellia wiljoi ingår i släktet Seychellia och familjen Telemidae.
Artens utbredningsområde är Seychellerna. Inga underarter finns listade i Catalogue of Life.